# あさひ学園
あさひ学園（英語: Asahi Gakuen）もしくはロサンゼルス補習授業校はロサンゼルスにある日本語補習授業校。

## 概要
2021年現在で1115人の生徒がいる。南カリフォルニア日系企業協会（Japan Business Association of Southern California）により財政的に学校を支援している。日本の文部科学省学習指導要領に従い、国語や算数（数学）、社会、理科が教えられている。

## 運営
学年は4月に始まり3月に終わる日本と同じものを用い、授業は毎週土曜日に午前9時から午後3時半まで行われる。各キャンパスでは10,000冊以上の蔵書を持ち、本の貸し出しをおこなっている。

## 歴史
1969年にカリフォルニア州非営利法人ロサンゼルス日本語教育振興会を組織し設立された。その時は1つのキャンパスと68人の生徒がいた。1986年までにキャンパスは4つになり、生徒は2400人いた。1988年、2500人の生徒がいた。

## 場所
学園本部（事務局）はトーランス市にある。 オレンジ校、サンゲーブル校サンタモニカ校、トーランス校で授業が行われている。高等学校の授業はサンゲーブル以外の3つの場所で行われている。

## カリキュラム
https://www.asahigakuen.com/

## 著名な卒業生、かつての生徒
- 西田ひかる
- マシ・オカ

## 関連著作
- 後藤 英彦. "ロサンゼルス"東大熱"ここまで--エリート校「あさひ学園」 (海外子弟教育の問題点をさぐる-4-北米編-下-)." 世界週報 55(24), 54-56, 1974-06-18. 時事通信社. See profile at CiNii.